# Didymochaetina galactiae
Didymochaetina galactiae är en svampart som beskrevs av Bat. & J.L. Bezerra 1965. Didymochaetina galactiae ingår i släktet Didymochaetina, divisionen sporsäcksvampar och riket svampar.   Inga underarter finns listade i Catalogue of Life.